# ニコラ・トゥルナドル
ニコラ・トゥルナドル（Nicolas Tournadre、1959年 -）は、フランスの言語学者。

## 経歴
トゥルナドルはクロード・アジェージュに師事し、パリ第3大学で学んだ。1992年にチベット語の能格性に関する論文によってパリ第3大学で博士の学位を取得。フランス国立東洋言語文化研究所・パリ第8大学・バージニア大学で教え、またチベット社会科学アカデミーでの研究を主導した。現在はエクス＝マルセイユ大学の言語学の教授。トゥルナドルはフランス国立科学研究センター(CNRS)のLACITOのメンバーである。

## 受賞・栄典
- 2000年：フランス国立科学研究センター(CNRS)銅メダルを獲得した[1]。

## 研究内容・業績
- 形態統語論と言語類型論を専門とする。
- 主に能格構文および時制・アスペクト・法・証拠性の文法的意味論を研究している。チベット語の専門家であり、1986年以来、チベット高原・ヒマラヤ・カラコルム・中国・インド・ブータン・ネパール・パキスタンの諸言語を研究した。
- トゥルナドルは多言語話者として知られ、7つの語派（ロマンス語、スラブ語、ゲルマン語、チベット語、中国語、インド・イラン語、手話）にわたる言語を知っている（ロシア語、ポーランド語、ウクライナ語、スロバキア語、英語、ドイツ語、スウェーデン語、フランス語、スペイン語、ポルトガル語、イタリア語、カタルーニャ語、ヘブライ語、中国語、標準チベット語、古典チベット語、カム・チベット語、アムド・チベット語、ラダック・チベット語、バルティ語、ゾンカ語、シェルパ語、シッキム語、ヒンディー＝ウルドゥー語、ペルシャ語、フランス手話）。

## 著作
- Manuel de tibétain standard, langue et civilisation. Paris: L’Asiathèque « Langues et mondes ». (2003) （サンダ・ドルジェと共著、アジェージュによる序つき、544頁、CD2枚附属、第2版）。英語版:  Manual of Standard Tibetan: Language and civilization. Ithaca, New York: Snowlion Publications. (2003) （Matthew Kapstein の序つき）
- Le grand livre des proverbes tibétains. Paris: Presses du Châtelet. (2006). ISBN 2845922027（フランソワ・ロバン、ルントク・チョクツァンと共著、235頁）
- L'ergativité en tibétain moderne. Peeters Publishers. (1996)
- Tournadre, Nicolas (1996). “Comparaison des systèmes médiatifs de quatre dialectes tibétains (tibétain central, ladakhi, dzongkha et amdo)”. In Z. Guentchéva. L'énonciation médiatisée. Louvain: Peeters. pp. 195-213
- Le clair miroir: enseignement de la grammaire tibétaine. Editions Prajñā. (1994)（ケサン・ギュルメと共著、Heather Stoddard 編）
- Sherpa-English and English-Sherpa Dictionary, with Literary Tibetan and Nepali equivalents. Kathmandu: Vajra Bookstore. (2009)（ラクパ・ノルブ・シェルパ、ギュルメ・チョドラク、ギヨーム・ワゼルと共著、295頁）